# Mauser Karabiner 98k
De Karabiner 98k (K98k of Kar98k) was een Duitse infanteriekarabijn die vanaf 1935 tot 1945 door een aantal Duitse fabrieken werd geproduceerd, waaronder de bekende wapenfabrikant Mauser te Oberndorf am Neckar. Hij werd vanaf zijn introductie als standaardgeweer bij de Wehrmacht 60 jaar gebruikt in tientallen landen.
Het is een grendelgeweer (ook repeteergeweer genoemd), dat wil zeggen dat nadat er een schot is afgevuurd, de volgende patroon door middel van een handbediende grendel vanuit het magazijn in de kamer moet worden geduwd. Het systeem dat in de K98k wordt gebruikt, wordt weleens als het meest succesvolle ontwerp in zijn soort omschreven omdat dit grendelsysteem steviger en betrouwbaarder was; het liep onder andere minder snel vast dan de tot dan toe gebruikte systemen.
Het interne magazijn kon maximaal 5 patronen, kaliber 7,92 × 57 mm, bevatten die met behulp van een laadstrip (clip) in het magazijn konden worden gedrukt.

## Geschiedenis
Het geweer is gebaseerd op zijn voorganger: de Mauser Gewehr 98 (afgekort G98) dat dienst deed als standaardwapen van de Duitse landmacht van 1898 tot 1935. De verbetering berust voor het grootste gedeelte op het feit dat het geweer korter is dan zijn voorganger (van 1,25m naar 1,11m); dit maakt het geweer compacter en dus beter hanteerbaar. Ook is het vizier enigszins aangepast. Door zijn bescheiden lengte valt het wapen, in tegenstelling tot zijn voorganger, in de klasse karabijn. Het achtervoegsel 'k' staat voor 'kurz' (Duits voor 'kort'). Voor gebruik in gevechten in steden zoals Stalingrad was het minder geschikt en werd daar vervangen door het machinepistool MP38/40.